# Tordeuse des arbres fruitiers
Pandemis cerasana
Espèce
La Tordeuse des arbres fruitiers (Pandemis cerasana) est une espèce de lépidoptères (papillons) de la famille des Tortricidae, dont les chenilles sont des insectes ravageurs notamment des arbres fruitiers, principalement le pommier mais aussi le poirier.
On la trouve dans toute l'Europe, le nord de l'Asie et l'Amérique du Nord.
Elle a une envergure de seize à vingt-cinq millimètres et vole sur deux générations de juin à août, la chenille de deuxième génération étant la forme hivernale. L'imago a les ailes antérieures de couleur jaune ocre avec un large V et une tache latérale brune. Les ailes postérieures sont grises.
La chenille vit sur divers arbres dont des fruitiers, consommant les feuilles qu'elle agglomère pour s'abriter à l'aide de fils de soie et abîme les jeunes fruits qui adhèrent aux feuilles enroulées. Les dégâts sont toutefois limités, sa présence étant sporadique dans les vergers.

## Référence
- Encyclopédie en protection des plantes, INRA.

## Galerie

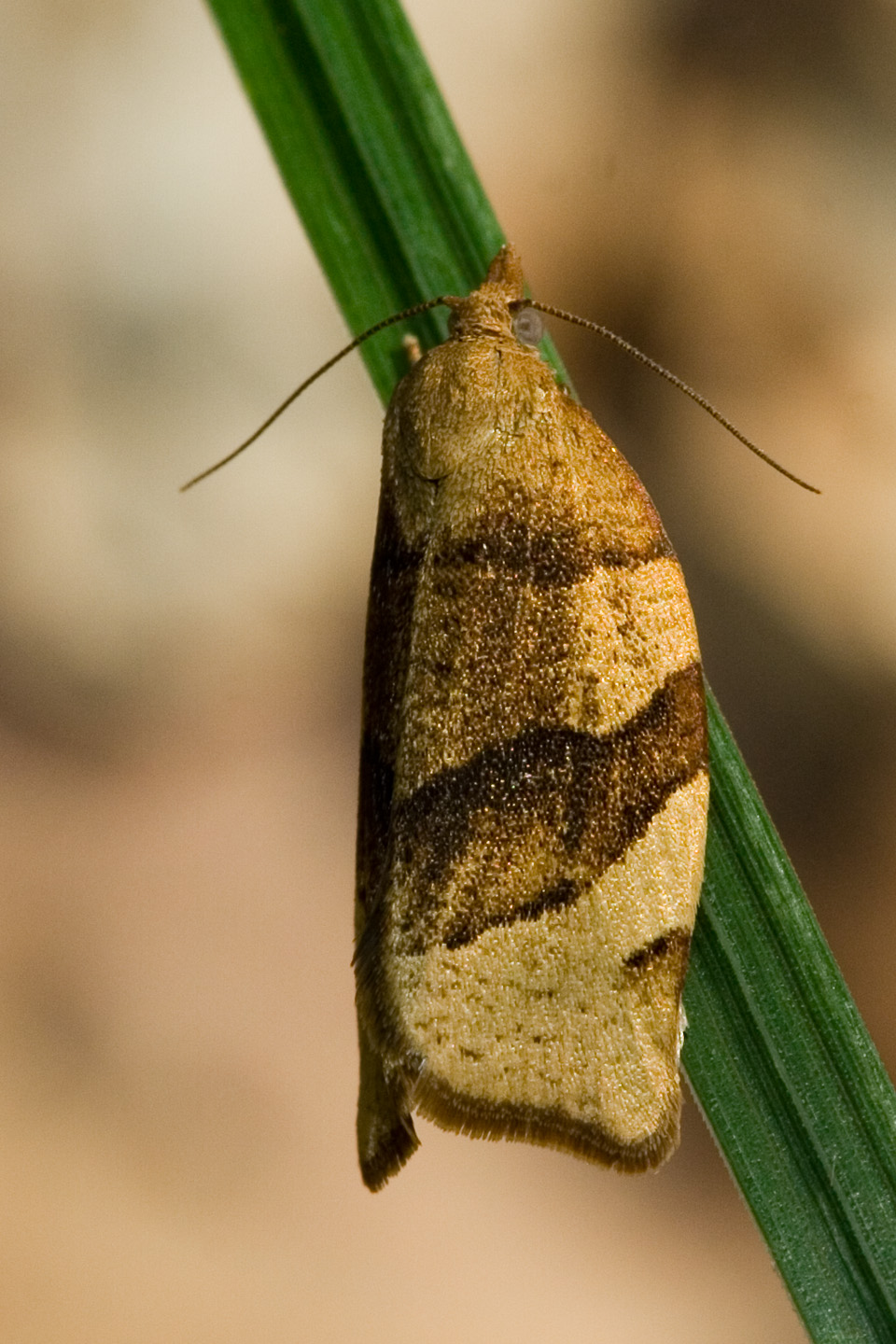
Imago
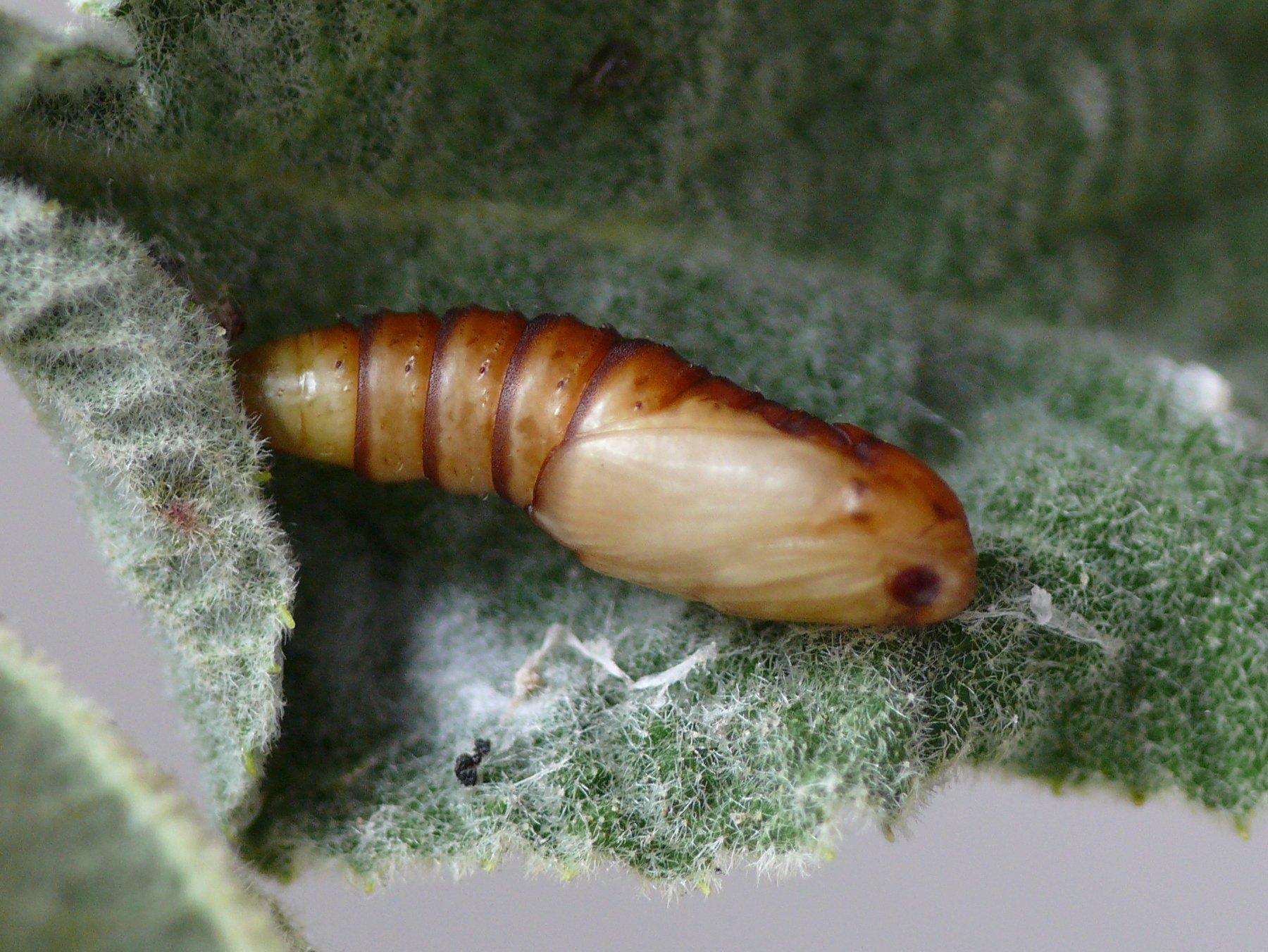
Chrysalide